# Église-Neuve-de-Vergt
 Église-Neuve-de-Vergt  (en occitano Gleisa Nueva de Vern) es una población y comuna francesa, situada en la región de Aquitania, departamento de Dordoña, en el distrito de Périgueux y cantón de Vergt.

## Demografía
| 217 | 250 | 272 | 272 | 307 | 326 |
| Para los censos de 1962 a 1999 la población legal corresponde a la población sin duplicidades (Fuente: INSEE [Consultar]) |     |     |     |     |     |